# La sonnambula
La sonnambula és una opera semiseria en dos actes de Vincenzo Bellini sobre un llibret de Felice Romani. Amb I puritani i Norma se la considera una de les tres obres mestres del compositor.

## Origen i context
Bellini va compondre La sonnambula en només dos mesos, mentre es trobava a Moltrasio, en la vil·la dels comtes Lucini Passalacqua, prop de la casa de Giuditta Turina, una jove amb la qual mantenia una relació sentimental.
Es va estrenar al Teatro Carcano de Milà el 6 de març de 1831: per a la vetlada - dedicada al músic Francesco Pollini, amic de Bellini - se li va afegir el ballet Il furore di Amore.
Si des de la primera representació va ser un èxit, aquest es va anar afermant en els anys següents, sent presentada en els principals teatres. A més de Nova York i París, va ser estrenada al Drury Lane de Londres amb Maria Malibran en el paper protagonista, si bé en una versió modificada i parcialment traduïda a l'anglès.
El llibret es va basar en La Somnambule ou L'arrivée d'un nouveau seigneur, un ballet-pantomime d'Eugène Scribe i Pierre Aumer (1827), i en La Somnambule, comédie-vaudeville del mateix Scribe i Germain Delavigne (1819).
Inicialment, el duc Litta de Milà havia encarregat a Bellini una òpera sobre Hernani de Victor Hugo (després posa't en música per Verdi). L'oposició de la censura austríaca va obligar el músic a abandonar el projecte original, i a triar un tema més innocent, de caràcter pastoral i idíl·lic. No obstant això, va reciclar part de la música ja composta per a Hernani (una part de la resta l'utilitzaria a Norma).
D'acord amb Bellini, Romani va fer nombroses modificacions al text de Scribe. En particular, amb el llibret ja conclòs, Bellini va eliminar l'escena final, en la qual el comte Rodolfo es revelava com pare natural d'Amina.

## Música
El tema del tendre amor entre Amina i Elvino va oferir a Bellini la possibilitat de fer palesa la seua millor inspiració lírica: les típiques llargues melodies bellinianes s'hi combinen perfectament amb el tema, amb un tractament lànguid i divagant, mentre l'orquestra es limita a acompanyar la veu amb una admirable simplicitat. L'òpera conclou amb una de les més sublimes àries per a soprano mai compostes, la cèlebre Ah, non credea mirarti, que la protagonista canta en estat de somnambulisme.

## Personatges[3]
| Rol              | Tessitura    | Intèrpret de l'estrena   |
| ---------------- | ------------ | ------------------------ |
| Amina            | soprano      | Giuditta Pasta           |
| Elvino           | tenor        | Giovanni Battista Rubini |
| El comte Rodolfo | baix         | Luciano Mariani          |
| Lisa             | soprano      | Elisa Taccani            |
| Teresa           | mezzosoprano | Felicita Baillou-Hilaret |
| Alessio          | baix         | Lorenzo Biondi           |
| Un notari        | tenor        | Antonio Crippa           |

## Argument[3]
Lloc: Suïssa
Temps: Època indeterminada

### Acte I
Escena 1 Un poble, un molí d'aigua al fons. Lisa, la propietària de l'hostal, pateix de gelosia a mesura que s'acosta el compromís matrimonial d'Amina i Elvino, que fa temps va estar promès a ella. Lisa rebutja l'enamorat Alessio. Amina agraeix als seus amics els seus bons desitjos, i en particular a sa mare Teresa, propietària del molí, que la va adoptar en ser Amina una òrfena. També dona les gràcies a Alessio, que ha compost una cançó de noces i ha organitzat les celebracions, desitjant-li que tinga èxit en aconseguir l'amor de Lisa. Arriba Elvino, procedent de la visita a la tomba de sa mare, a qui ha demanat la benedicció per a la seua unió amb Amina. Dona a Amina l'anell de sa mare en senyal de compromís.
Apareix un foraster, que pregunta pel castell. Lisa li fa notar que es fa tard i que no hi podrà arribar abans que es faça fosc, i li ofereix passar la nit al seu hostal. El foraster, que sorprèn els presents per la seua familiaritat amb el lloc, pregunta sobre les celebracions, i para especial atenció en Amina, de la qual diu que li recorda una noia que ell va estimar fa molt de temps. Admet haver estat abans al castell, el senyor del qual va morir fa quatre anys. Quan Teresa diu que el seu fill va desaparèixer alguns anys abans, el foraster assegura que el xicot està viu i que tornarà.
Quan es fa fosc, els camperols posen en guàrdia el foraster i li diuen que cal ficar-se a casa per a evitar el fantasma que cada nit visita el llogaret, però aquest no és supersticiós i assegura a tots que ben aviat es veuran lliures d'aquesta aparició. Elvino es mostra gelós de l'admiració que Amina ha despertat en el foraster; està gelós fins i tot de l'aire que l'acarona, però promet a Amina controlar-se.
Escena 2 Una habitació de l'hostal. Lisa confessa al foraster que ha estat reconegut com a Rodolfo, el fill llarg temps desaparegut del comte, i l'avisa que el poble li prepara una benvinguda formal. No obstant això, vol ser la primera a oferir-li els seus respectes. Lisa es mostra afalagada quan ell inicia un coqueteig, però finalment fuig, deixant caure un mocador, quan se sent un soroll a l'exterior.
Es tracta d'Amina, que entra en la cambra caminant en somnis. Rodolfo, adonant-se que els vagarejos nocturns de la somnàmbula han alimentat la llegenda del fantasma, està a punt d'aprofitar-se de l'estat d'indefensió de la jove, però la colpidora innocència d'Amina fa que es retingui. Aquesta cau adormida en un sofà i ell ix en el moment en què els camperols s'acosten a l'hostal per a donar la benvinguda al seu senyor. Lisa descobreix Amina adormida en la cambra de Rodolfo i Elvino, creient-se enganyat, refusa enfurismat la seua promesa. No obstant això, Teresa defensa la innocència de la seua filla.

### Acte II

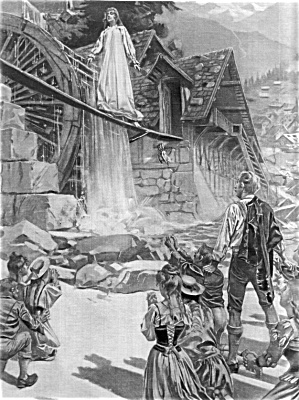
L'escena del somnambulisme

Escena 1 Un bosc. Els camperols han decidit qüestionar el comte sobre la innocència d'Amina, i es troben a aquesta i Teresa en una missió similar. Elvino continua refusant Amina, fins i tot quan el comte envia un missatge testimoniant la innocència de la jove. Elvino no està convençut i demana que li siga tornat l'anell. No obstant això, encara no pot foragitar Amina del seu cor.
Escena 2 El poble, com en l'Acte 1. Elvino ha decidit casar-se amb Lisa. Estan a punt d'anar a l'església quan Rodolfo intenta explicar-li que Amina és innocent perquè quan va entrar en la seua cambra estava adormida –és una somnàmbula, camina adormida– però Elvino no s'ho creu.
Teresa demana als camperols que no facen soroll, perquè Amina, exhausta per les emocions, s'ha adormit. En assabentar-se de les noces, Teresa acusa Lisa, i aquesta diu que mai no ha estat sola en la cambra d'un home. Aleshores Teresa treu el mocador que Lisa havia perdut. El comte es nega a fer cap comentari sobre el tema, només assegura de nou la virtut d'Amina. Elvino li demana una prova concloent, i aquesta es produeix de manera espectacular quan tothom veu Amina caminant perillosament sobre l'elevat i inestable pont del molí. Rodolfo avisa que si es desperta, el desenllaç pot ser fatal, de manera que tots veuen com, en estat de somnambulisme, Amina reviu el seu compromís i el seu dolor pel rebuig d'Elvino. Quan ateny l'altre costat del pont sana i estàlvia, Elvino la crida i ella corre a abraçar-lo, amb joia general.

## Àries destacades
- Come per me sereno (Amina)
- Prendi, l'anel ti dono (Elvino)
- Vi ravviso, o luoghi ameni (Rodolfo)
- Ah! non credea mirarti (Amina)